# Oppervlakteschroef

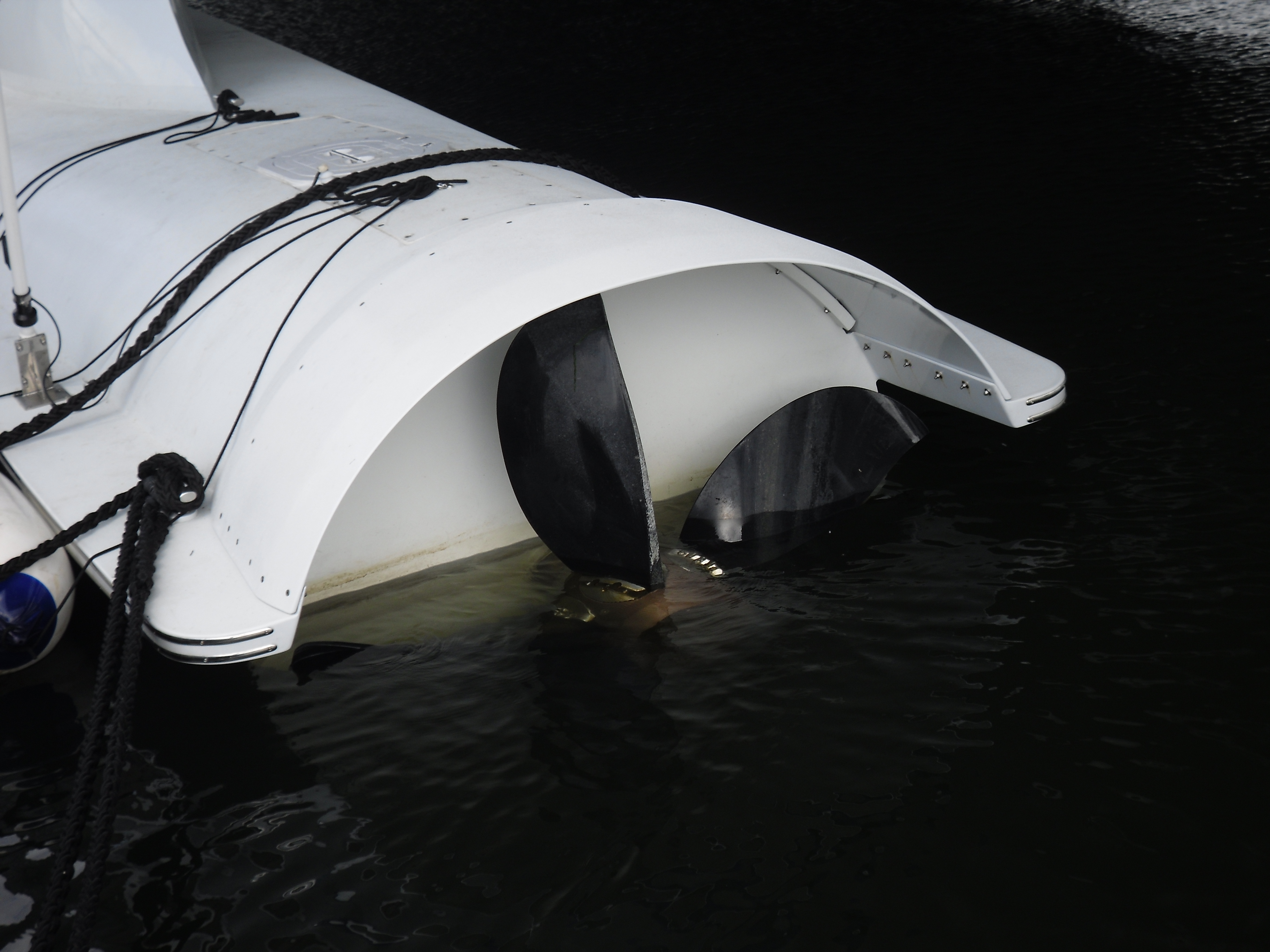
Oppervlakteschroef

Een oppervlakteschroef is een schroef die deels boven water uitsteekt. Hierbij wordt bewust gezorgd voor ventilatie, zodat dit ook wel een supergeventileerde schroef wordt genoemd. Doordat deze schroef boven het water uitsteekt, kan een grotere diameter en lagere draaisnelheid gekozen worden, met een grotere effectiviteit als gevolg. Er is ook minder wrijvingsweerstand doordat een deel van de bladen boven water uitsteekt. Het Magnuseffect dat optreedt bij schuin geplaatste schroefassen en kan zorgen voor extra weerstand, vervalt ook als de schroefas boven de waterlijn gebracht kan worden. De door ventilatie ingebrachte lucht dempt de implosie van de waterdampbellen tijdens cavitatie en reduceert zo trillingen, geluid en schade.